# Luis Esteban Kyburg
Luis Esteban Kyburg (* 22. Januar 1948 in Catamarca; † 11. Oktober 2023 in Berlin) war ein Deutsch-Argentinier und ehemaliger Angehöriger des argentinischen Militärs. Ihm wurden Menschenrechtsverletzungen während der Militärdiktatur in Argentinien (1976–1983) vorgeworfen.

## Werdegang
Der Sohn eines Deutschen war Leiter der Personal-, Betriebs- und Logistikabteilung der argentinischen Marine auf dem Marinestützpunkt Mar del Plata und auch zweiter Kommandant der Agrupación Buzos Tácticos UT 612, einer Kampfschwimmereinheit. Er wurde beschuldigt, während der Militärdiktatur in Argentinien (1976–1983) an der Verschleppung, Folter und Ermordung von 152 Menschen beteiligt gewesen zu sein. Von Interpol gesucht, setzte er sich 2012 mit seiner Ehefrau nach Deutschland ab und lebte in Berlin.

## Strafverfolgung
Nachdem Kyburg 2014 in Deutschland allerdings ohne genauen Aufenthaltsort verortet wurde, stellte Argentinien 2015 einen Auslieferungsantrag. Da er neben der argentinischen auch die deutsche Staatsbürgerschaft besaß, wurde er von den deutschen Behörden nicht ausgeliefert. 2018 wurde Kyburg vom in Berlin lebenden argentinischen Journalisten Toni Hervida ausfindig gemacht, woraufhin sich das Europäische Menschenrechtszentrum ECCHR für den Fall zu interessieren begann und gemeinsam mit einer Hinterbliebenen, der Schwester einer durch die Militärdiktatur ermordeten Person, Anzeige in Deutschland gegen Kyburg erstattete. Wolfgang Kaleck, Generalsekretär der ECCHR, warnte 2020, dass Luis Kyburgs deutsche Staatsbürgerschaft ihn nicht vor Strafverfolgung schützen dürfe. Infolge der 2018 begonnenen Ermittlungen durchsuchten im Januar 2023 Ermittler von BKA und Berliner Staatsanwaltschaft Kyburgs Wohnung in Berlin-Prenzlauer Berg. Er starb im Oktober 2023 eines natürlichen Todes, bevor er sich vor Gericht verantworten musste.